# Spéléologie en France
La spéléologie en France compte environ 15 000 adeptes dont 7 194 licenciés en 2022 à la Fédération française de spéléologie (FFS). Cette activité, assimilée à un sport de pleine nature, se pratique au sein de clubs ou en individuel, affilié ou non à la Fédération française de spéléologie, fédération délégataire de l'activité, ou d'autres fédérations pratiquant cette activité comme la Fédération française des clubs alpins et de montagne (FFCAM).

## Karstfrançais

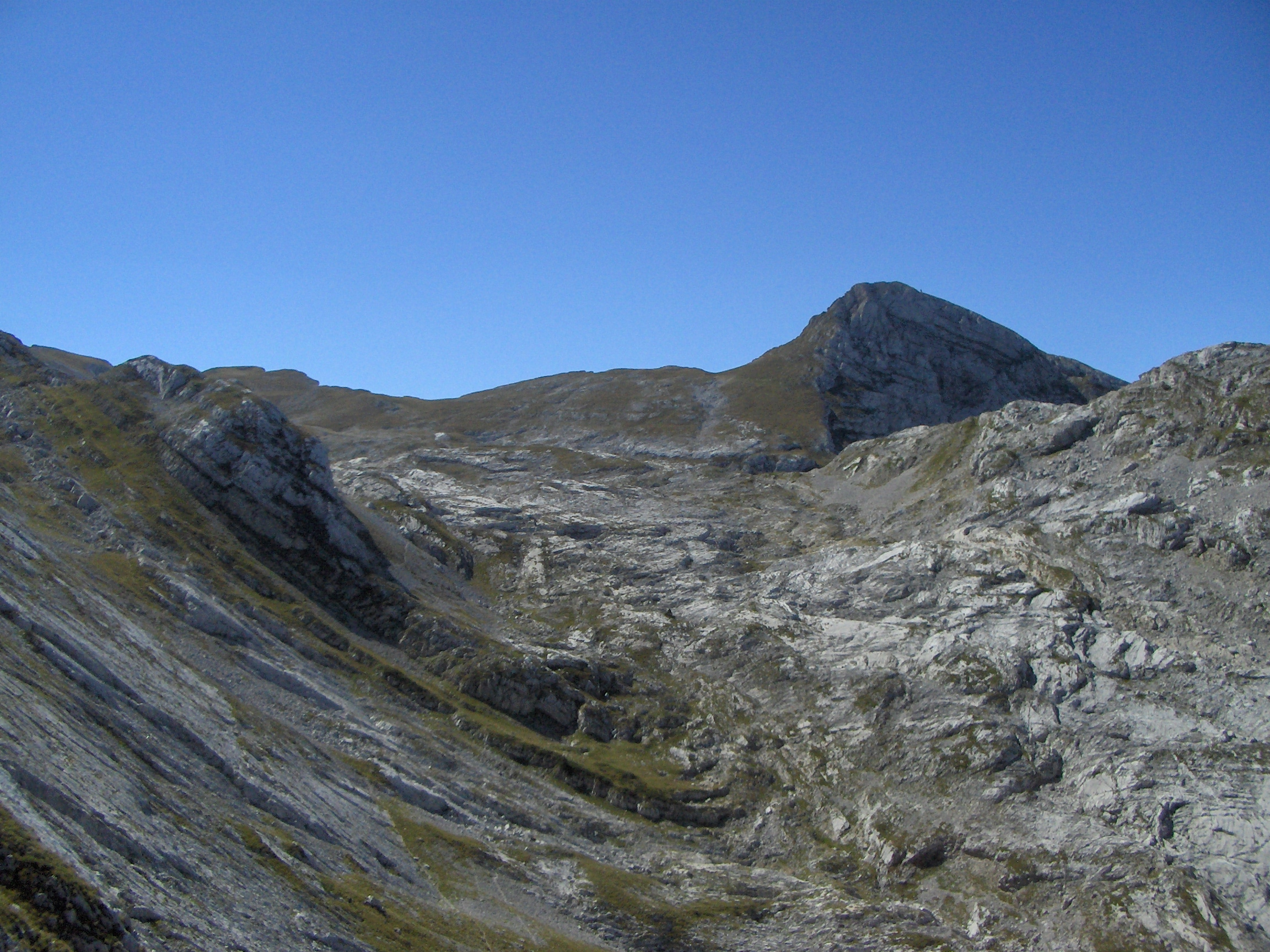
Un karst de haute montagne : le Clot d'Aspres.

Le territoire français compte de nombreuses zones calcaires où l'on peut pratiquer la spéléologie.
En effet, la formation de grottes ou gouffres nécessite généralement la présence de couches épaisses et massives de calcaire. Ces couches ou horizons se sont majoritairement formées au fond de mers peu profondes, en climat chaud, ce qui était notamment le cas au Jurassique supérieur et au Crétacé, en France. À ces époques la mer y occupait les principales zones suivantes :
- le Bassin parisien,
- le Bassin aquitain et du Sud-Est,
- la région du Jura.

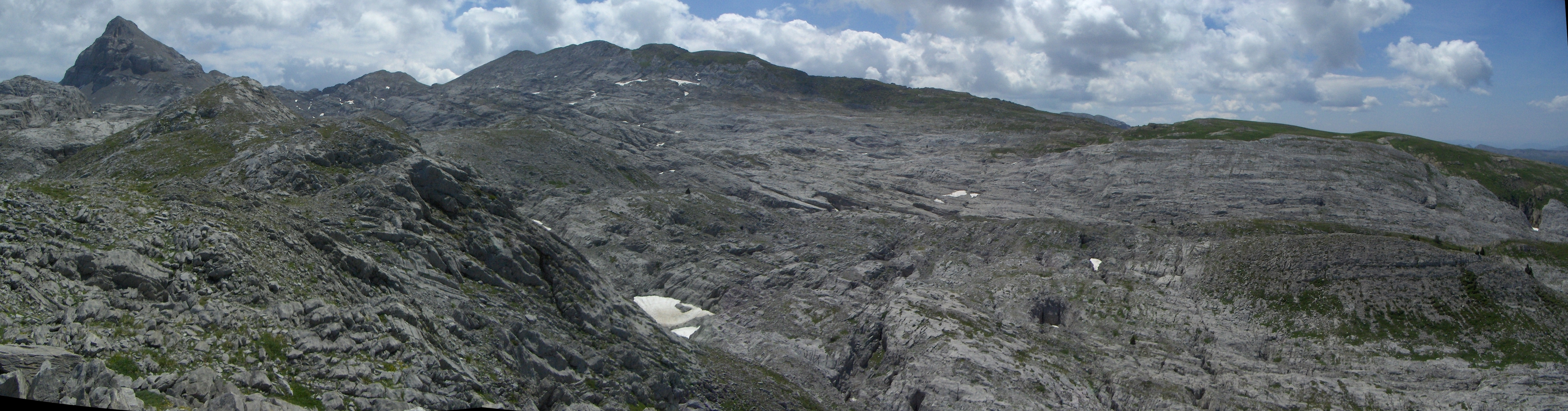
Le karst de la Pierre Saint Martin au pied du Pic d'Anie 2504 m.

Les espaces occupés de nos jours par les Alpes et les Pyrénées étaient également recouverts par la mer.
C'est la remontée de la plaque tectonique africaine vers l'Europe qui a provoqué la création de ces chaînes de montagnes, en soulevant et plissant les couches calcaires. Ce fut notamment le cas pour les massifs suivants, tous situés au pied des Alpes :
- le Jura,
- les Préalpes françaises (Chartreuse, Vercors, etc.),

Ce fut également le cas dans l'Ariège, située au pied des Pyrénées.
Les cavités souterraines naturelles françaises (grottes, avens, etc.) sont nombreuses et variées.

## Historique
Édouard-Alfred Martel est considéré comme le père de la spéléologie française.
Robert de Joly est considéré comme le père de la spéléologie moderne.
Les livres de Norbert Casteret ont suscité des vocations chez de nombreux jeunes.
En 1962, Michel Siffre effectue des expériences de chronobiologie en s'enfermant dans une grotte, afin d'étudier le rythme circadien hors de tout repère temporel.

## Organisation de l'activité en France
La plupart des clubs de spéléologie sont regroupés au sein de la Fédération française de spéléologie (FFS) ou de la Fédération française des clubs alpins et de montagne (FFCAM). Il s'agit d'associations locales à but non lucratif (ou de droit local en Alsace-Moselle) ou de sections des Clubs alpins français (CAF).
Le canyonisme, qui relève de techniques et d'activités voisines, est considéré comme proche de la spéléologie. La Fédération française de spéléologie compte d'ailleurs de plus en plus d'adeptes de la descente de canyon. Dès 1988 la FFS disposa d'une commission dite de « Spéléologie à ciel ouvert », devenue commission Canyon en 1990 puis École française de canyonisme (EFC).
Par contre, les adeptes de la grimpe d'arbres et les randonneurs en milieu karstique ne sont pas actuellement considérés comme spéléologues.

### Les professionnels en France
En France la spéléologie est souvent découverte par les néo pratiquants lors d’un encadrement professionnel. Sur les presque 500 000 pratiquants (non uniques) à l’année (Enquête clientèle des moniteurs de spéléologie, 2018), il y aurait 90 % qui pratiquent de manière encadrée ou guidée (en termes de personne et non de quantité de sorties ou d’heures de pratique). Ce qui regroupe quelque 150 000 consommateurs de découverte qui pratiquent ponctuellement, voire une seule fois, l’activité spéléologique en louant les services d’un professionnel, le reste étant les enfants qui découvrent l’activité dans un cadre scolaire ou dans le cadre de centres de vacances. Restent les 10 000 pratiquants licenciés.
L’histoire des professionnels est intimement liée à celle du SNPSC (Syndicat National des Professionnels de la Spéléologie et du Canyonisme). Syndicat majeur, la plupart des professionnels y sont adhérents même si certains préfèrent se tourner vers des syndicats interprofessionnels comme le SIM (Syndicat Interprofessionnel de la Montagne). L’histoire du SNPSC pourrait commencer en 1967 avec la création de l’ANGMS (Association Nationale des Guides et Moniteurs de Spéléologie) en réponse à la prescription du Ministère de la Jeunesse de l’Éducation Populaire et du Sport (MJS) de création d’un Brevet d’État pour encadrer la pratique professionnelle naissante. Cependant, à la suite des problèmes de mésentente et de désaccords, cette tentative s’avéra infructueuse et le MJS renonça à ce Brevet d’État. Dans les années 1970-1980 la spéléologie professionnelle se développa davantage avec notamment l’Éducation à l’Environnement et les colonies de vacances rurales. Des structures associatives de regroupement interprofessionnel se montent, encadrées alors avec les diplômes fédéraux, notamment celui de moniteur. Mus par une volonté commune ces professionnels créent en 1988 le SNPS (Syndicat National des Professionnels de la Spéléologie), ce qui entraînera de nouvelles discutions avec le MJS puis doucement la création en 1992 du BEES 1er degré option spéléologie (Brevet d’État d’Éducateur Sportif). C’est donc le premier diplôme non fédéral reconnaissant les professionnels de l’activité spéléologique. En 1997 les SNPS intègre le canyonisme et devient SNPSC le « C » pour Canyon. Les Brevets d’État appelés « BE » sont répartis sur toute la France mais concentrés sur les zones karstiques où se trouvent les grottes. On compte aujourd’hui quelque 500 professionnels aptes à encadrer en France. Lors de la réforme générale des qualifications du Ministère des Sports, le 29 septembre 2011 le BEES Spéléologie est abrogé et remplacé par le DEJEPS Spéléologie spécialité perfectionnement technique mention spéléologie. Cela apporte un changement assez important : alors que les BE ont les prérogatives pour encadrer en spéléologie et en canyonisme, il faut dorénavant deux diplômes distincts. Les « DE » spéléo doivent passer le DEJEPS Canyonisme pour encadrer dans cette activité. C'est une reconnaissance de cette pratique. Le niveau général de la formation augmente aussi en passant d’un niveau BAC à BAC+2 (RNCP niveau 5). La formation est remaniée, les compétences pédagogiques sont étendues avec des stages relatifs à chaque public. La technique et le secours sont aussi renforcés. Enfin, la formation s’intellectualise, car elle vise aussi à former des acteurs du territoire et des acteurs de la spéléologie à travers l’acquisition de compétences en conception et coordination de projet. Les prérogatives de ces professionnels sont d’animer et d’enseigner des activités ou des techniques de spéléologie dans toutes cavités, dans tous lieux d’entraînement naturels et artificiels, pour tous publics et dans le respect du milieu naturel.
C’est donc une assez large palette de compétences qui ouvre sur une large gamme de produits listés par le centre de formation :
- Tourisme souterrain
- Courses souterraines
- Initiation à la spéléologie
- Guidage tous publics en spéléologie et dans les activités connexes
- Encadrement et animation pour les scolaires et les centres de vacances
- Organisation et encadrement de séances de spéléologie pour les publics particuliers
- Formation professionnelle aux techniques d’évolution sur corde et en milieu vertical
- Recherche et conception de matériels et techniques
- Création, installation et animation de parcours d’entraînement aux techniques de progression sur agrès
- Expertise technique et environnementale[12].

Il est intéressant de remarquer qu’aujourd’hui bien que leur diplôme n’existe plus les BE peuvent continuer à encadrer avec les prérogatives en spéléologie et en canyonisme.
Il existe aussi d’autre diplômes qui habilitent à encadrer, comme le DESJEPS (Diplôme d’État supérieur de l’éducation populaire de la jeunesse et du sport). Il s’agit d’un diplôme créé comme deuxième degré du « BE » en 2007. C’est un diplôme de niveau Bac+5 (RNCP Niveau 6). Il permet à ses détenteurs de justifier d’une expertise avancée afin de s’insérer, par exemple, dans des fonctions d’administration ou de la coordination. Il existait aussi le BAPAAT (Brevet d'aptitude professionnelle d'assistant animateur technicien). C’est un diplôme de multi-activité qui donne des prérogatives en plus de la spéléologie pour des activités de loisirs de pleine nature. En spéléologie, ils sont limités dans leur prérogatives aux cavités de classe 3 et en nombre de public. Ce diplôme n’existe plus.
Les professionnels sont des acteurs importants de la spéléologie sur les territoires. Souvent avant d’être professionnels ce sont des spéléologues accomplis et passionnés qui participent aux explorations et instances fédérales locales, se sont aussi des techniciens recherchés par le Spéléo-secours français. Afin de mieux les connaître, une enquête a été réalisée en 2010 à l’initiative du Pôle ressources national des sports de nature, du SNPSC et de la Fédération. Plus récemment une autre enquête sur la clientèle en spéléologie a été menée en 2018 à l’initiative des mêmes acteurs.

## Organisation des secours en France
Les secours font intervenir les SDIS (sapeurs-pompiers), les unités « montagne » des CRS (Police nationale), certains gendarmes spécialisés et les membres bénévoles de la Fédération française de spéléologie regroupés au sein du Spéléo secours français (SSF).

### Le spéléo secours français (SSF)
En France, la Fédération française de spéléologie (FFS) est la seule fédération sportive à disposer d'une structure de secours autonome et entièrement bénévole.

## Accidentologie en France
Le nombre d’interventions de secours sous terre impliquant des spéléologues s’élève à une vingtaine par an (moyenne 2007-2017 des événements recensés par le SSF).
Le Spéléo secours français recense ainsi par exemple sur l'ensemble du territoire et durant les quatre années de l'Olympiade 2013-2016, 83 événements ayant fait l'objet d'une interventions de secours en milieu souterrain, toutes causes confondues (soit 20,75 interventions /an) et 39 fausses alertes, le plus souvent pour des retards (soit 9,75 fausses alertes/an). S'y ajoutent durant la même période 48 "auto-secours" (soit 12/an) concernant des événements n'ayant pas donné lieu à une intervention de secours, l'incident ayant été géré par les coéquipiers de la victime.
Les données du SNSOM (Système national d'observation de la sécurité en montagne), recensent, en 2018, 5 accidents liés à la pratique de la spéléologie. Soit une proportion de l'ordre de 0,1 % (un pour mille), rapporté aux 6570 interventions comptabilisée sur "domaine montagne" (c'est-à-dire relatives aux activités de pleine nature se pratiquant en montagne, en dehors du domaine skiable, telle que randonnée, alpinisme, VTT, parapente, raquettes, escalade, via-ferrata, canyon).

## Accès et réglementation en France
La pratique de la spéléologie est libre, dans la limite du respect de la propriété privée qui s'étend aux tréfonds.
À la suite d'accidents qui ont mobilisé d'importants secours, le parcours de certaines cavités nécessite cependant une autorisation (par exemple, pour la traversée du Verneau souterrain à Nans-sous-Sainte-Anne).
Certaines cavités font l'objet de conventions entre le propriétaire ou le gestionnaire du lieu et une association (club, comité départemental ou régional, etc.) spéléologique. C'est le cas par exemple de l'accès au réseau du Rupt-du-Puits, avec la Ligue spéléologique lorraine.

### Classification fédérale du niveau de difficulté des cavités
Les cavités sont répertoriées en cinq catégories, définies dans les recommandations de la Fédération française de spéléologie et entérinées par les pouvoirs publics :
- Classe 0 : cavité aménagée pour le tourisme.
- Classe 1 : cavité ou portion de cavité ne nécessitant pas de matériel autre qu'un casque avec éclairage.
- Classe 2 : cavité ou portion de cavité d'initiation ou de découverte permettant une approche des différents aspects du milieu souterrain et techniques de la spéléologie avec des obstacles ponctuels. Leur franchissement nécessite éventuellement du matériel et la présence d'eau ne doit pas empêcher la progression du groupe.
- Classe 3 : cavités ou portions de cavités permettant de se perfectionner dans la connaissance du milieu et dans les techniques de progression. Les obstacles peuvent s'enchaîner. L'ensemble des verticales ne doit pas excéder quelques dizaines de mètres, de préférence en plusieurs tronçons. La présence d'eau ne doit pas entraver la progression du groupe, ni entraîner une modification de l'équipement des verticales.
- Classe 4 : on retrouve le reste des cavités non classées dans les précédentes.

## Cavités remarquables

### Grottes touristiques

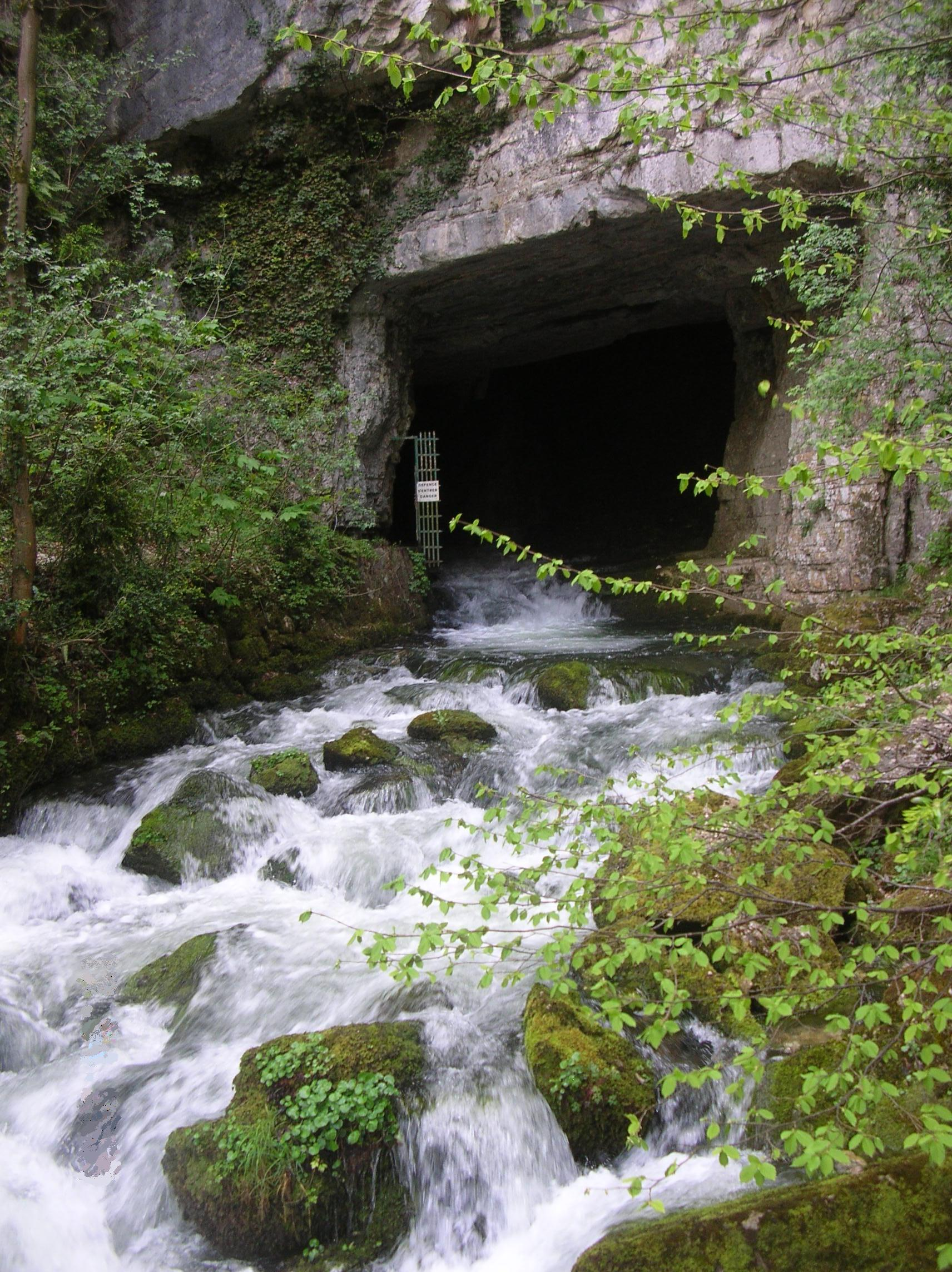
Entrée inférieure des Cuves de Sassenage.

Le gouffre de Padirac fut aménagé pour les touristes dès 1898. De nos jours, on trouve des grottes aménagées dans tous les grands massifs karstiques :
- Massif du Vercors : grotte de Choranche, grotte de la Luire, cuves de Sassenage
- Ardèche : grotte de Saint-Marcel, aven d'Orgnac
- Pyrénées : grotte de Niaux, gouffre d'Esparros

### Cavités écoles
Certaines grottes ou avens se prêtent particulièrement bien à l'apprentissage de la spéléologie en milieu naturel : facilité d’accès, puits de profondeur modérée, absence d'étroitures extrêmes.

#### Initiation classique
L'initiation de nouveaux membres se fait la plupart du temps dans les clubs spéléologiques, sur le terrain (cf. supra).
Dans certains départements (Isère, Ardèche, Rhône , etc.) des écoles sont créées.

#### Entraînement sportif
Dans certains départements éloignés des cavités naturelles souterraines significatives, des structures d'entraînement ont été mises en place. Des spéléodromes ont ainsi vu le jour, comme le Spéléodrome de Nancy en Meurthe-et-Moselle, celui de Rosny-sous-Bois en Seine-Saint-Denis ou celui de Méry-sur-Oise dans le Val-d'Oise[réf. souhaitée].
Par ailleurs, une structure artificielle de spéléologie a été édifiée dans le massif du Vercors à Autrans-Méaudre en Vercors, dont le propriétaire est la commune. Cette structure a été inaugurée le 7 octobre 2017.

### Siphons
La France compte également de nombreux plongeurs-spéléo, ou spéléonautes, qui se sont illustrés aussi bien dans le pays qu'à l'étranger. En effet, l'accès à certaines cavités n'est parfois possible qu'en forçant un siphon.

### Énigmes
L'origine de certaines sources fait l'objet de légendes (Cuves de Sassenage, Fontaine de Vaucluse, etc.) et d'interrogations scientifiques (par exemple : l'exsurgence de Port-Miou, Fontaine intermittente de Fontestorbes).
De même, la circulation souterraine de certains cours d'eau nécessite des recherches scientifiques incluant des spéléologues (par exemple, recherche du cours souterrain de l'Aroffe dans les Vosges et en Meurthe-et-Moselle).

## Grandes expéditions/explorations

### Conquête des gouffres en France

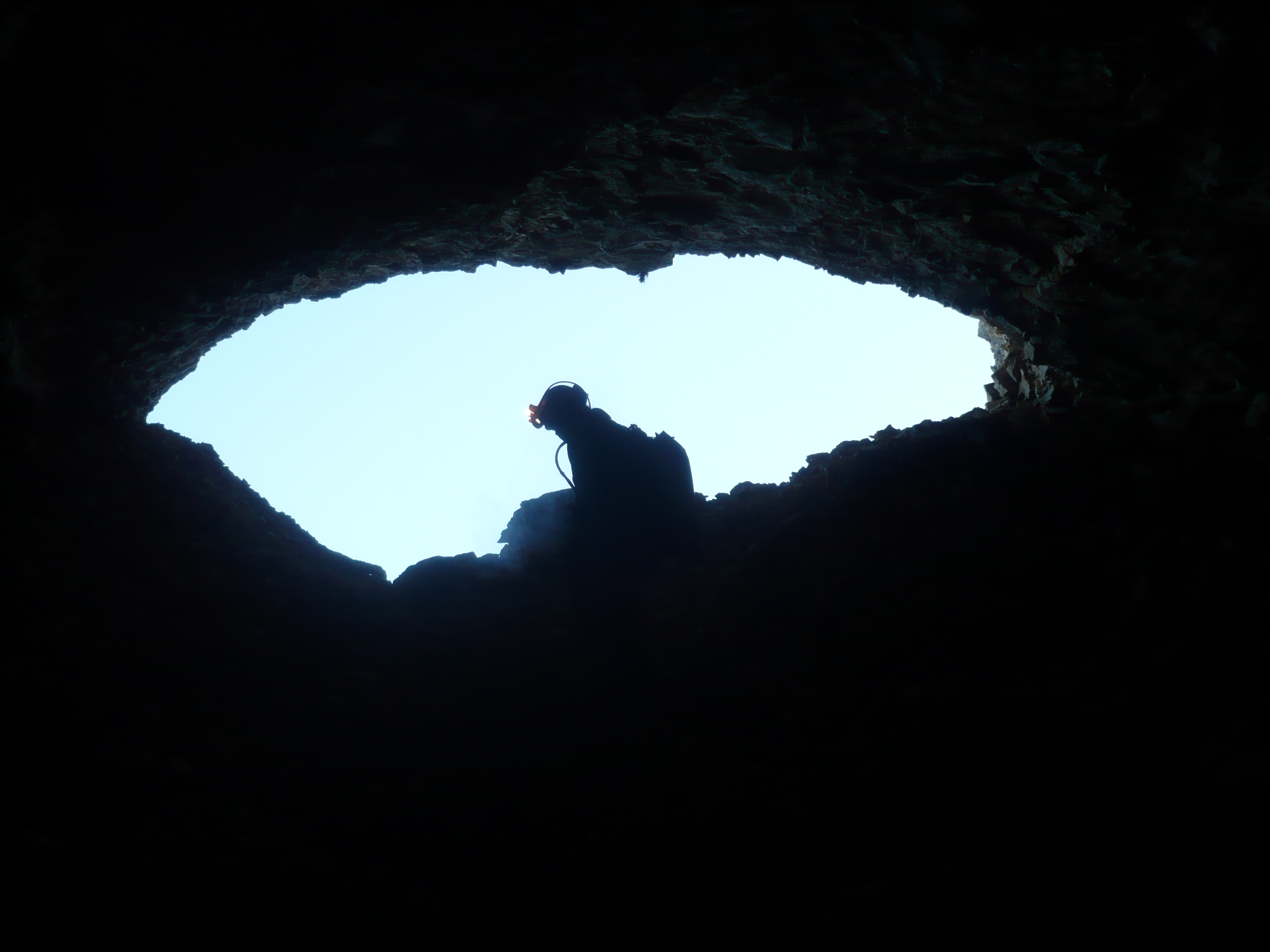
La grotte Chevalier vue de l'intérieur.

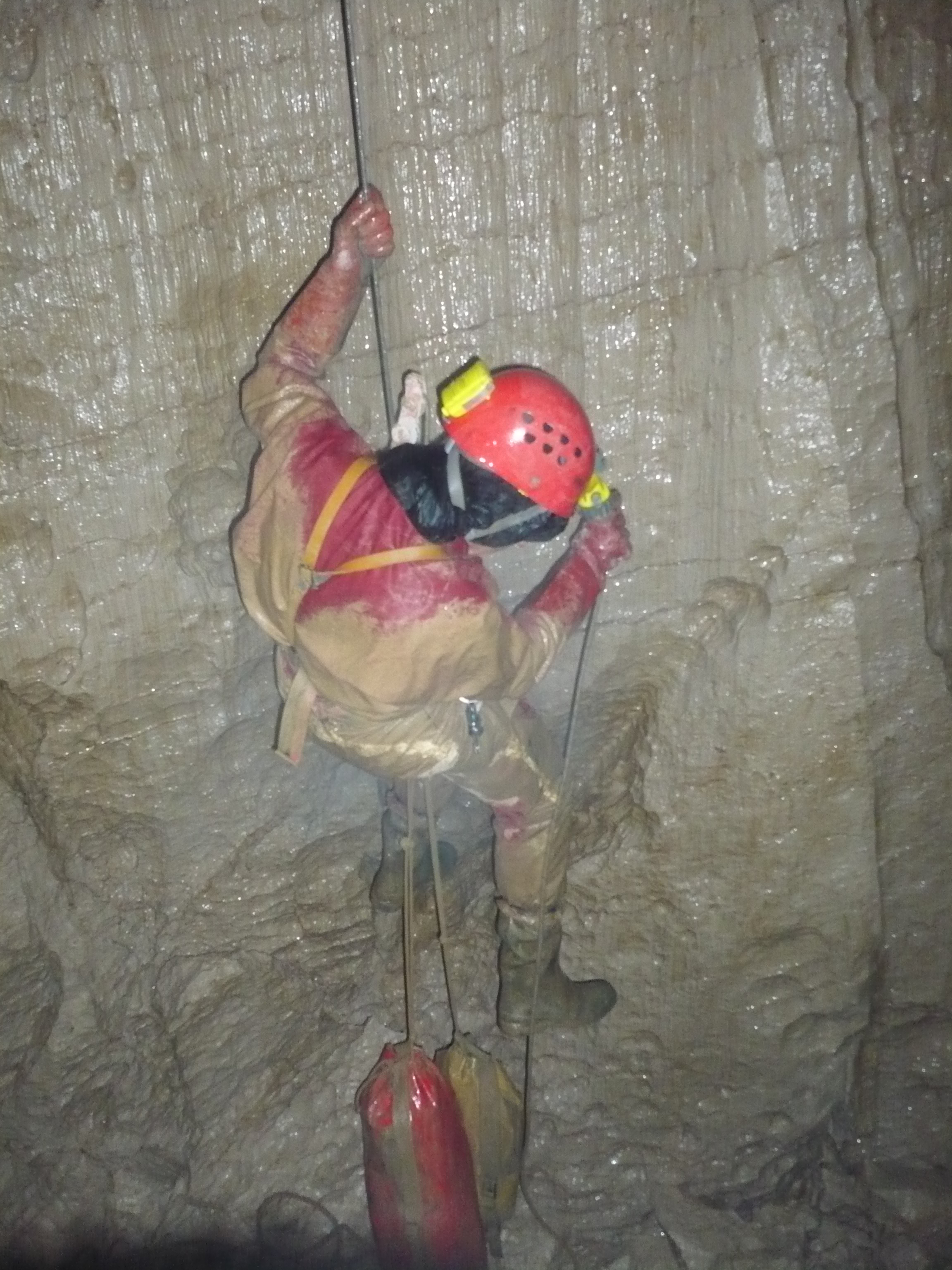
Puits dans la Dent de Crolles.

La première véritable topographie d'une cavité serait celle de la grotte de Miremont en Dordogne qui, d'après Martel, aurait pu être levée en 1765 par M. Brémontier sur plus de 4 km. Mi-1780, Benoît-Joseph Marsollier des Vivetières est le premier explorateur qui emmène une expédition à la Baume ou grotte des Demoiselles. Il publie la communication de son périple à l'Académie de Lyon en 1785.
De nombreux pionniers contemporains de Diderot et de D'Alembert, poussés par une curiosité scientifique, seront les précurseurs d'une discipline qu'on nommera plus tard la « spéléologie ».
Avec les romantiques, la grotte devient à la mode. Les cavernes sont aménagées pour être visitées et l'aventure est recherchée par une bourgeoisie en quête d'émotion et de retour à la nature. Les archéologues découvrent les restes des hommes des cavernes et leurs peintures. La caverne séduit par son mystère, par son histoire redécouverte et par ses secrets.
C'est en juin 1888, avec la traversée de la rivière souterraine de Bramabiau, qu'Édouard-Alfred Martel met en évidence le système hydrogéologique d'un cours d'eau souterrain, systèmes qu'il recherchera ensuite au cours de nombreuses campagnes menées dans les différents massifs karstiques français. Martel mettra en œuvre plusieurs techniques, passant de l'escarpolette à l'échelle de corde, se servant du téléphone. Il contribuera aux prémices de l'hydrochimie en démontrant qu'il est nécessaire de créer un périmètre de protection en terrain calcaire.
Après la guerre de 1914-1918, laquelle a interrompu pour un long moment l'exploration souterraine, deux grands noms vont assurer la relève : Robert de Joly et Norbert Casteret.
De Joly marquera son temps par la discipline spartiate et hiérarchisée qu'il impose à son équipe et par le matériel moderne issu de l'industrie de guerre qu'il mettra au point pour ses explorations.
Casteret est un solitaire, ses découvertes (notamment la résolution de l'énigme des sources de la Garonne) sont l'œuvre d'un individu exceptionnel qui a su ruser avec la nature. Ses quelque trente livres et plusieurs centaines de conférences ont fait de Casteret l'inspirateur de multiples vocations de spéléologues.
L'entre-deux-guerres verra l'arrivée d'alpinistes (Pierre Chevalier (alpiniste, spéléologue)), accoutumés au vide, apportant avec eux de nouvelles connaissances techniques. La spéléologie se « démocratise » du fait de l'emploi de la technique sur corde simple. Les expéditions, beaucoup plus légères, permettent la découverte d'énormes réseaux labyrinthiques bien plus complexes que ne l'envisageaient les théories de Martel.
À la Libération, les livres de Martel et l'esprit de liberté de l'après-guerre font affluer de nombreux jeunes vers cette activité devenue « spéléologie sportive ». C'est la naissance des spéléo-clubs et, avec elle, l'augmentation des records de profondeurs atteintes dans les cavités. La spéléologie française organise des expéditions à l'étranger et se fédère : Fédération française de spéléologie (FFS). La FFS à son tour se structure et crée l'École française de spéléologie (EFS). L'apport de cet enseignement, lié à de nouvelles techniques de progression aux bloqueurs et descendeurs sur cordes simples, fait exploser le nombre des cavités explorées. Les records de profondeur ou de développement de réseaux se succèdent.

### Hauts lieux de la conquête spéléologique en France
- Coupe de la Dent de Crolles au niveau de la grotte Chevalier.Rivière souterraine de Bramabiau
- Gouffre de Padirac
- Aven Armand
- Goule de Foussoubie
- La Henne Morte
- La Dent de Crolles

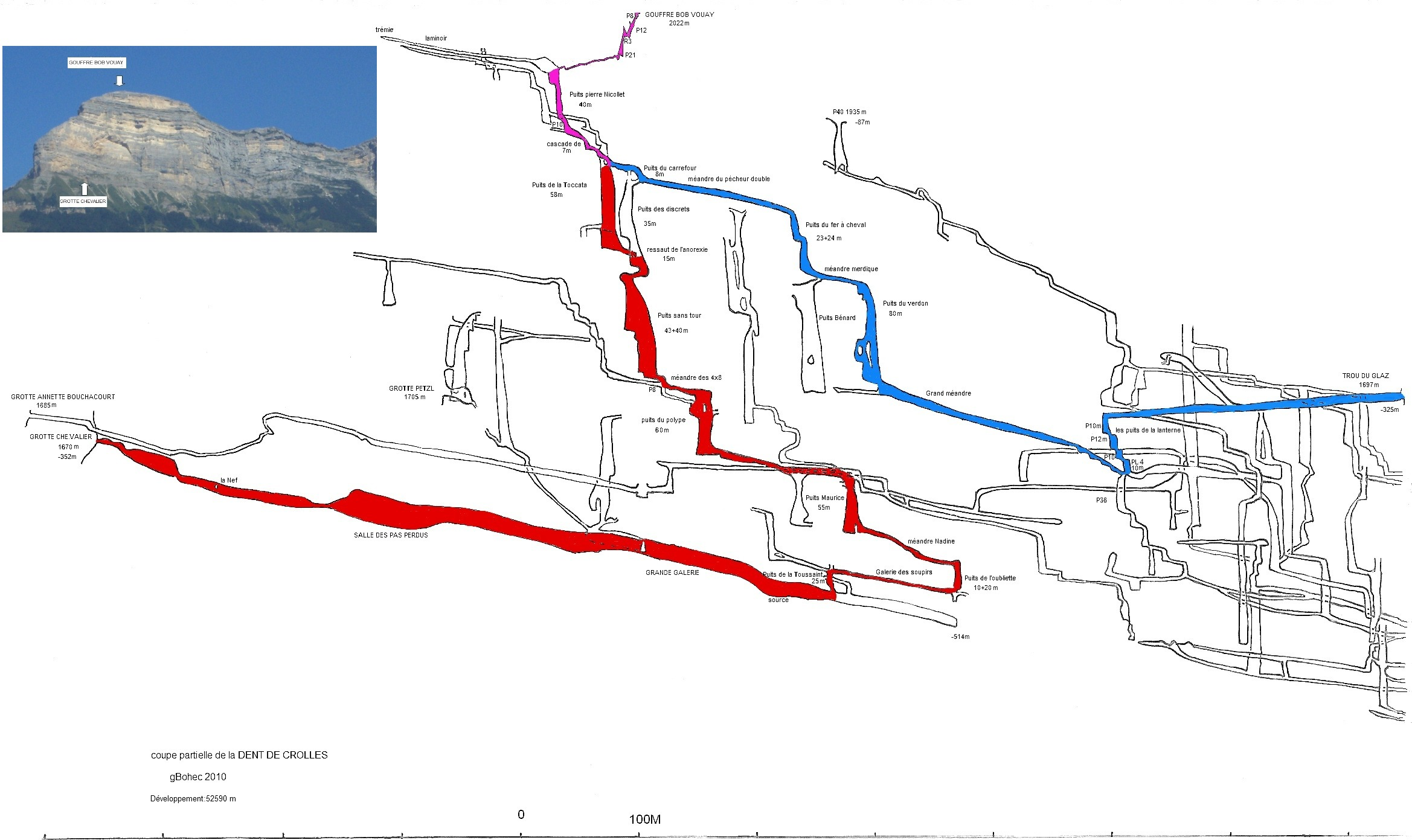
Coupe de la Dent de Crolles au niveau de la grotte Chevalier.

- Gouffre de la Pierre-Saint-Martin en 1952
- Gouffre Jean Bernard
- Gouffre Mirolda
- Gouffre Berger (premier −1 000 m au monde en 1956)

Habitat préhistorique
La France compte de nombreuses grottes où l'on a retrouvé des vestiges d'occupation préhistorique (homme de Néandertal et Homo sapiens) :
- Grotte Chauvet : panneau des chevaux.
- les grottes de Lascaux,
- la grotte Chauvet,
- la grotte Cosquer,
- la grotte de la Vache,

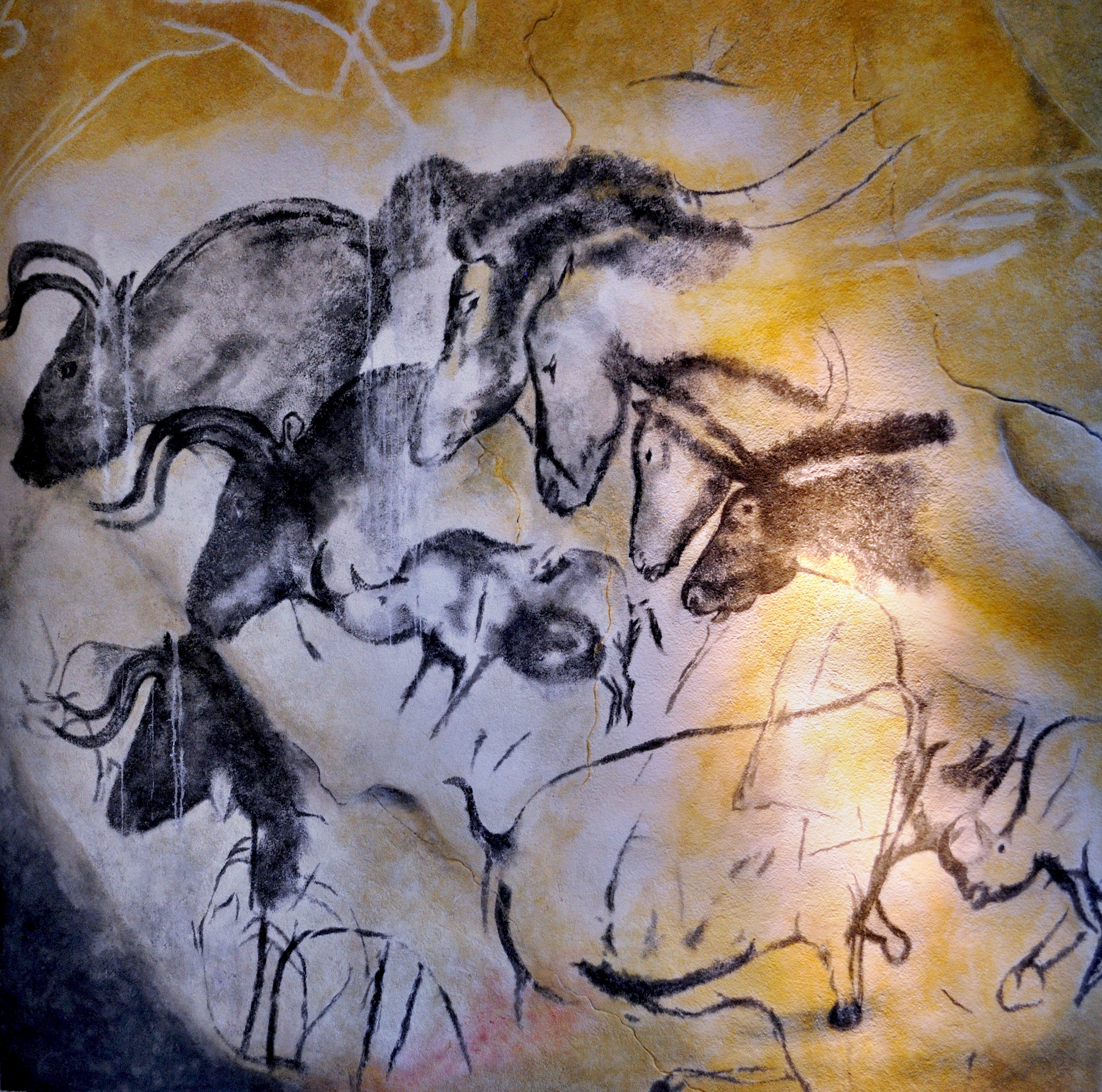
Grotte Chauvet : panneau des chevaux.

Voir davantage dans : catégorie « Grotte monument historique en France »

## Faune et flore

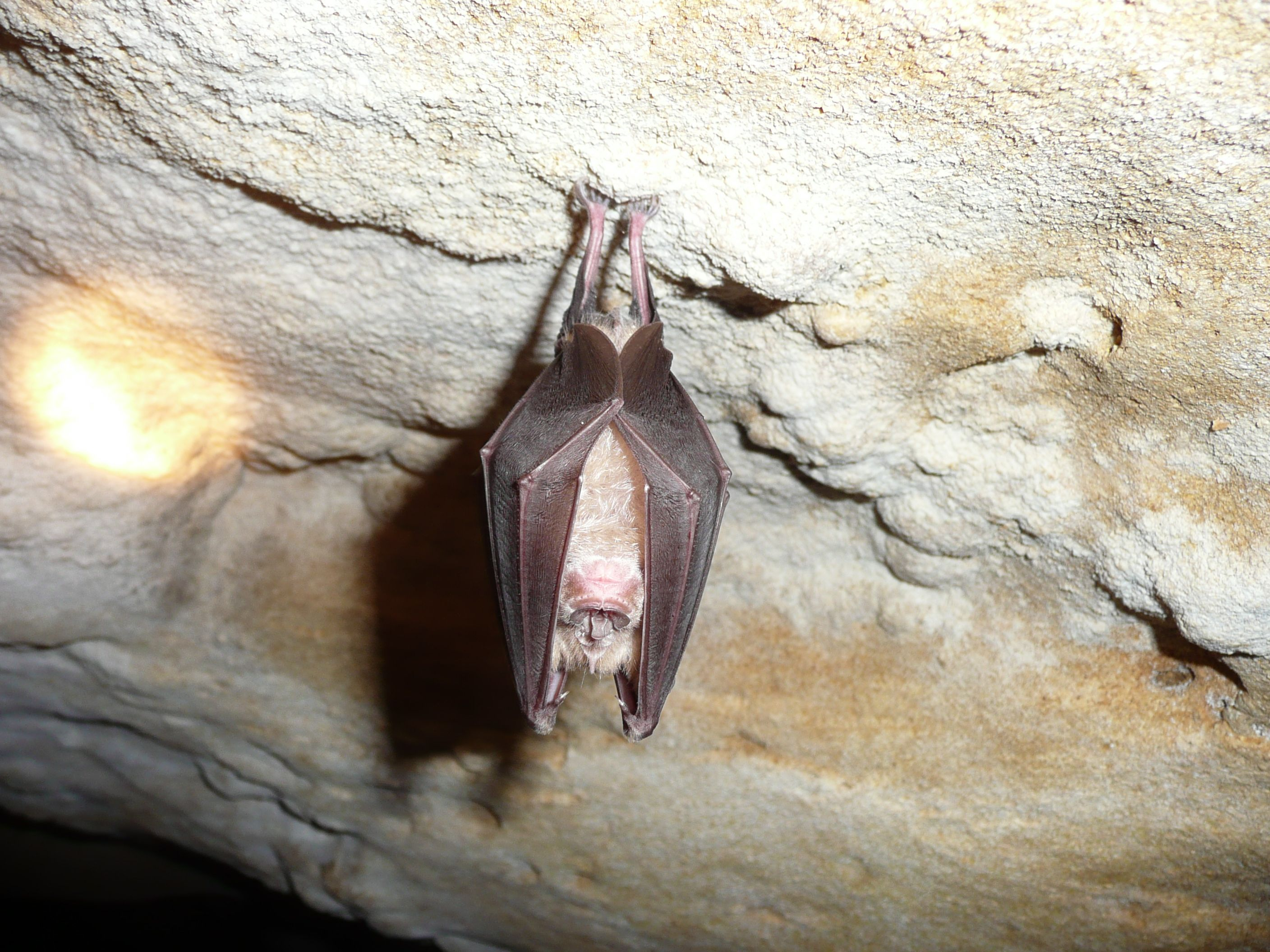
Grand rhinolophe.

Les cavités françaises sont habitées par une faune dont certaines espèces font l'objet d'une protection particulière. On y trouve des chiroptères (chauves-souris), des salamandres, des crustacés (Niphargus, Caecosphaeroma), des collemboles, des acariens, des papillons, des escargots, etc.
On distingue, suivant leur degré de dépendance, les trogloxènes qui ne font que passer, les troglophiles dont c'est l'habitat principal et les troglobies dont c'est l'habitat exclusif.

## Principaux massifs

### Alpes-Haut Giffre-Platé
Les Alpes françaises comptent des grottes parmi les plus profondes du monde : le gouffre Mirolda (−1 733 m) et le gouffre Jean-Bernard (−1 602 m) à Samoëns en Haute-Savoie. Sur le désert de Platé les deux réseaux les plus importants sont le système Solfarate-Muraille de Chine de 852 mètres de dénivelé et le réseau de la Tête des Verds -768 m pour un développement de 11 kilomètres.

### Bornes
Dans le massif des Bornes, le Parmelan avec le réseau de La Diau(45 km pour -720 m) et de Bunant (33,5 km pour -370 m)
ainsi que La Tournette avec le réseau des Praz d'zeures (-1 148 m) se distinguent.

### Bauges
Les surfaces karstifiées occupent un quart du massif. Sous le mont Margériaz le système Tanne aux cochons-Tanne Froide développe ses méandres étroits sur 18 km pour une profondeur de 823 m Plus à l'ouest, sous le mont Revard, le système Creux de la Cavale-Trou du Garde donne accès à une rivière souterraine émergeant à la grotte de La Doria. Au nord de ce réseau on trouve sous la montagne de Prépoulain l'ensemble Creux de la Benoite-Litorne-Grotte de Prérouge de 55 kilomètres de galeries pour 857 mètres de profondeur.

### Chartreuse

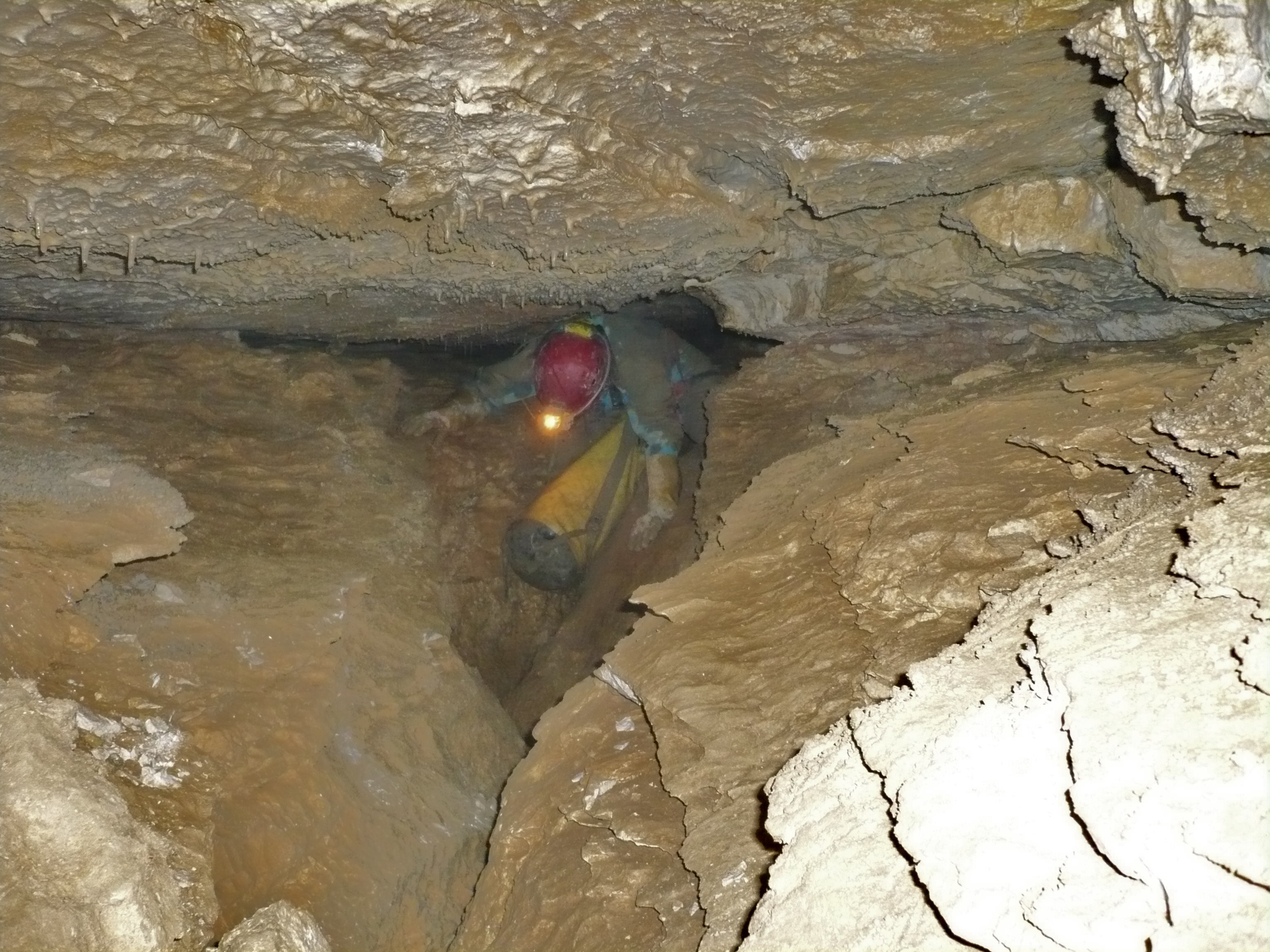
Dans le réseau de la Dent de Crolles.

Le massif de la Chartreuse contient de petites unités karstiques dont certaines sont les plus caverneuses de France : réseau de l'Alpe - Alpette : 72 km pour −605 m, système du Granier : 55 km pour −505 m, réseau de la dent de Crolles : 55 km pour −690 m et le réseau de Malissard -415 m pour plus de 17 kilomètres situé sous l'Aulp du Seuil.

### Dévoluy
Le massif du Dévoluy est connu pour l'émergence des Gillardes où ressortent la plus grosse partie des eaux souterraines. Le puits des Bans (-331 m) est une cheminée d'équilibre de la zone noyée. La cavité la plus profonde est le réseau Rama-Aiguilles de 980 mètres de dénivellation. En 2016 la Tune des Renards a atteint la profondeur de 890 mètres sans dévoiler le collecteur convoité.

### Jura
Le massif du Jura s'étend sur plusieurs départements et aussi en Suisse. Il existe près de 12 000 cavités. Le réseau le plus profond est situé dans l'Ain : le gouffre de la Rasse (−690 m). Le département du Doubs compte de nombreuses cavités. On y trouve des gouffres, des rivières souterraines visitables (Chauveroche à Ornans, le Verneau souterrain à Nans-sous-Sainte-Anne, la grotte d'Osselle à Osselle) et d'importantes résurgences (la source du Lison, la source de la Loue). Le département du Jura connu notamment pour ses reculées a de grandes grottes dont la Borne aux Cassots avec 18 kilomètres est l'une des plus importantes.

### Grands Causses, Languedoc et Bas-Vivarais

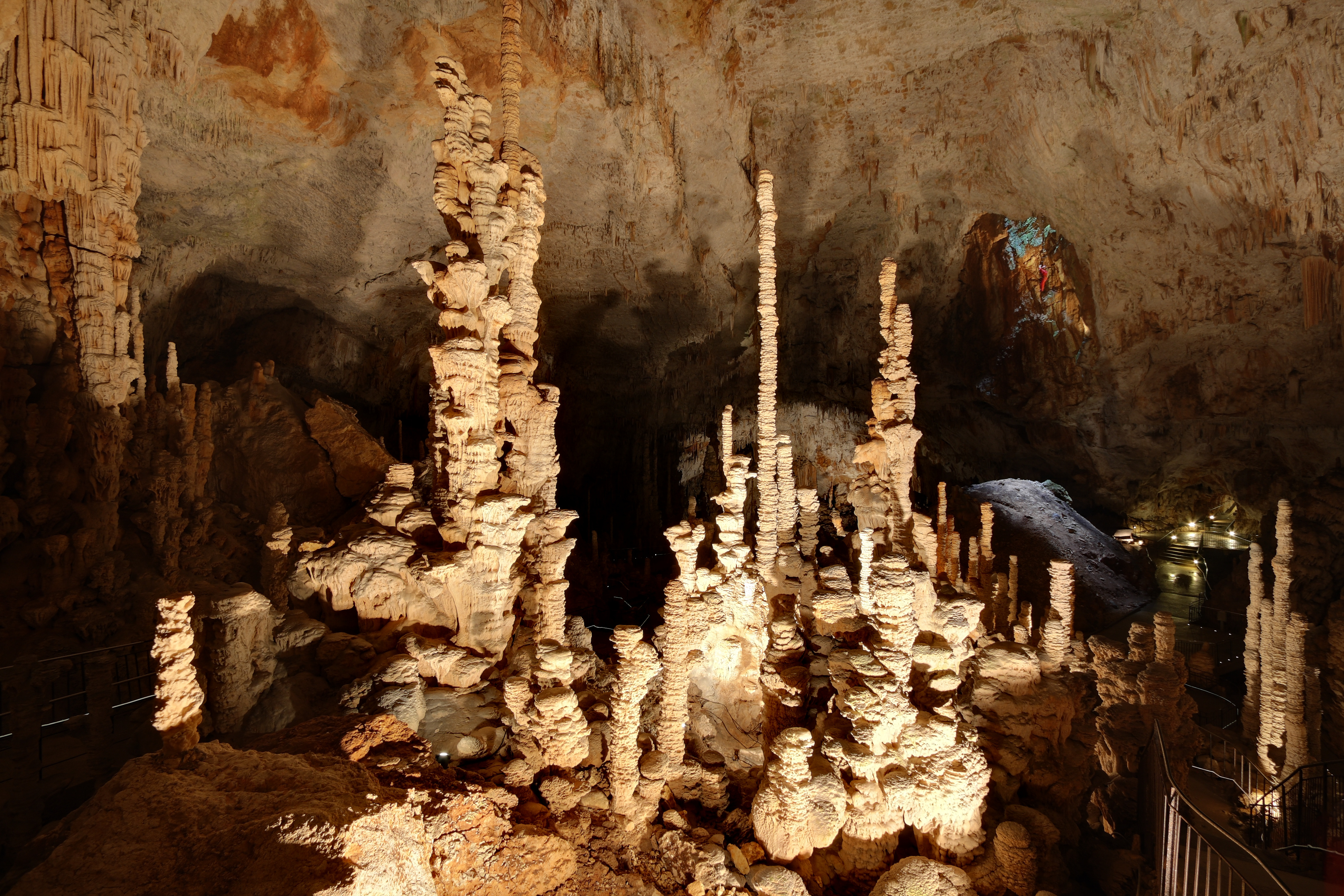
L'aven d'Orgnac.

L'ensemble géomorphologique des karst du Sud et Sud-Est du Massif-Central regroupe les Grands Causses, les massifs calcaires du Languedoc et le Bas-Vivarais. La zone traverse six départements au nord du golfe du Lion : le Sud de la Lozère et le Sud de l'Aveyron, le Nord-Est de l'Aude, une bonne partie de l'Hérault et du Gard, et le Sud de l'Ardèche. Elle est sillonnée par de profonds canyons caractéristiques (gorges du Tarn, gorges de la Jonte, gorges de la Dourbie, gorges de la Cesse, gorges de l'Hérault, gorges du Gardon, gorges de la Cèze, gorges de l'Ardèche). On y recense des milliers de cavités dont certaines sont exploitées (grotte de Dargilan, aven Armand, caves de Roquefort, gouffre de Cabrespine, grotte de Limousis grotte de Clamouse, grotte des Demoiselles, abîme de Bramabiau, grotte de la Cocalière, aven d'Orgnac, grotte de Saint-Marcel, grotte de la Salamandre, etc.).

### Marguareis
Le massif du Marguareis est un karst de haute montagne des Alpes du Sud situé sur la frontière franco-italienne et dominé par la pointe Marguareis (2651m). Les plus grandes cavités sont sur le versant italien : complexe de Piagga Bella de 40 kilomètres de développement pour 950 mètres de profondeur mais des gouffres profonds existent aussi du côté français : aven de l'Ail de 565 mètres de profondeur.

### Meurthe-et-Moselle
Le département de Meurthe-et-Moselle comprend essentiellement un karst sous-alluvial ayant donné les grottes de la vallée de la Moselle, de Gondreville à Pierre-la-Treiche : grotte du Géant, grotte du Chaos, grotte des Sept Salles, grotte des Puits, grotte Sainte-Reine, grotte Jacqueline, trou des Celtes, grotte des Excentriques, etc. (environ 4 400 m de galeries explorées,). Au sud de ces cavités le cours souterrain de l'Aroffe alimente les deuilles du Toulois et résurge à Pierre-la-Treiche à la source de la Rochotte.

### Meuse

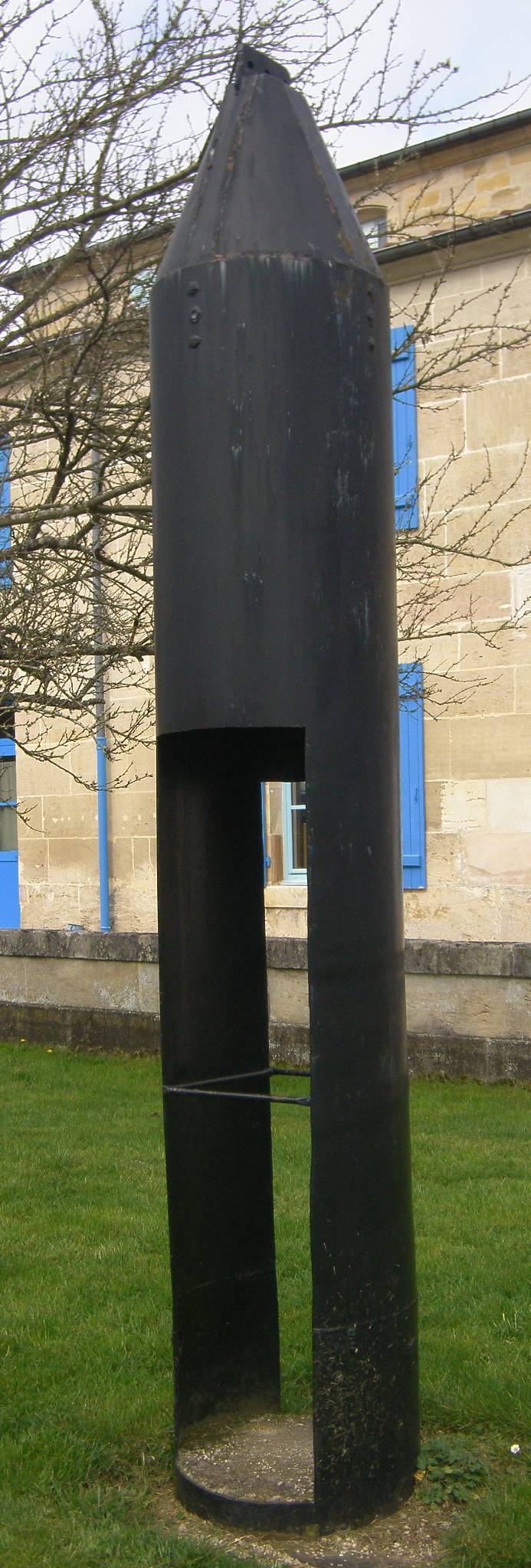
Nacelle qui permit les premières descentes dans le puits artificiel du réseau du Rupt-du-Puits.

Le département de la Meuse se caractérise par son karst de contact lithostratigraphique. Il compte de nombreuses cavités qui ont la particularité d'être peu profondes (~40 mètres), mais qui peuvent atteindre des développements importants. Citons quelques cavités dans une ancienne carrière souterraine de tuffeau à Savonnières-en-Perthois : le réseau de la Sonnette, le gouffre de la Besace, le réseau de l'Avenir - Grande viaille et les Grandes Viailles. On trouve aussi quelques cavités dans les bois de Robert-Espagne (réseau du Rupt-du-Puits, gouffre de la Comète, aven Annie, etc.) ou ceux de L'Isle-en-Rigault (gouffre des Cascades, gouffre des Parsons, Gguffre du Toboggan, gouffre du Blaireau, ruisseau souterraine de la Dorma, ruisseau souterrain de Jean d'Heurs, etc.).
La région compte aussi quelques longs siphons, par exemple à Cousances-les-Forges, ou entre la Beva et le Rupt-du-Puits (10e plus long siphon de France pour son développement noyé maximum de 1 770 m, longueur totale de 2 950 m). En 1971, le Rupt-du-Puits fut la plus longue cavité explorée post-siphon ; en novembre 2016 c'est la 37e plus longue cavité naturelle de France. On y accède actuellement par un puits artificiel cylindrique de 47 mètres de profondeur et de 80 cm de diamètre.

### Plateau d'Albion
La résurgence est la fontaine de Vaucluse. Parmi les nombreuses cavités du plateau d'Albion (aven de Jean-Nouveau, aven du Caladaïre, aven Autran), seul le système aven des Neiges-Aubert-Trou Souffleur a permis de suivre le collecteur : la rivière d'Albion,.

### Pyrénées

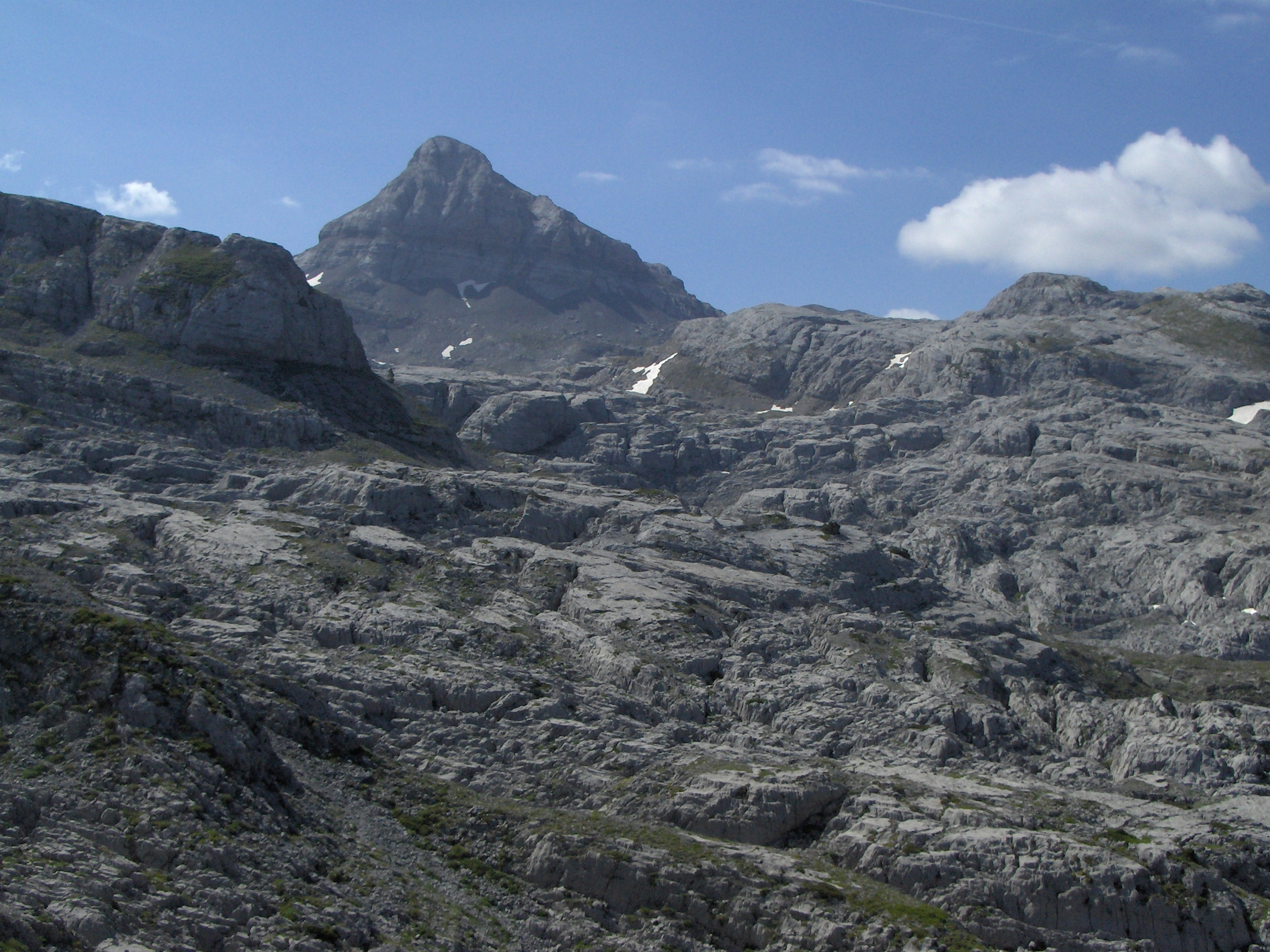
Lapiaz de la Pierre-Saint-Martin.

Les Pyrénées comptent de nombreux réseaux importants, dont le plus grand de France (126 km). Les plus connus sont probablement les gouffre de la Pierre-Saint-Martin et la Coume Ouarnède, mais on en compte de nombreux autres. Le karst d'Iseye des Pyrénées-Atlantiques, difficilement accessible, comporte des gouffres profonds tel le gouffre Cambou de Liard 2 (-926 m), Touya de Liet (-894 m) et Tasques-Krakoukas (-822 m); la grotte des Eaux Chaudes permet de remonter une rivière souterraine sur 810 mètres de dénivellation. Dans le Pays basque, le massif des Arbailles comprend de nombreuses cavités dont le gouffre d'Aphanicé avec le plus grand puits souterrain de France de 328 mètres de profondeur : le puits des Pirates. Les karsts des Hautes-Pyrénées répertorient près de 2000 grottes et gouffres; le massif de Saint-Pé-de-Bigorre contient des cavités majeures tels le gouffre de la Ménère (-765 m) et le puts dets Tachous (-804 m). Dans l'Ariège parmi les nombreux massifs, le réseau Jacques Paloumé (-750 m pour 10 000 m de développement)-source d'Aliou est un ensemble homogène même si la jonction est encore théorique. Les Pyrénées-Orientales sont connues pour de grandes cavités, avec des concrétions à fusion, tel le réseau André Lachambre de 35 kilomètres de long ou de Fuilla-Canalettes (26 500 m).

### Vercors

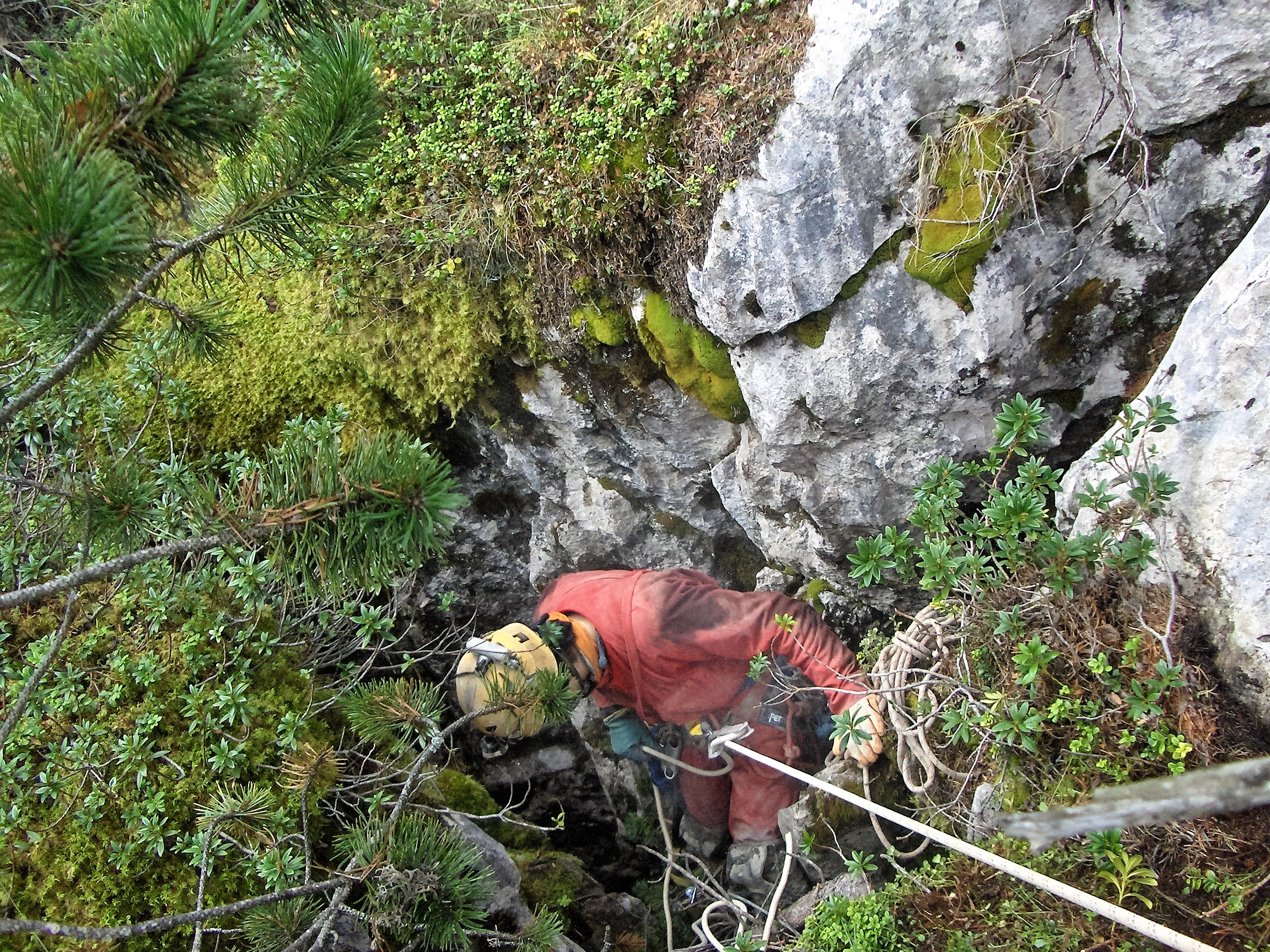
Scialet Jeunesse d'Automne du réseau du Clot d'Aspres dans le Vercors.

Le massif du Vercors, plus vaste karst de France, compte de nombreuses grottes dans le département de la Drôme et dans le département de l'Isère, en particulier le réseau du gouffre Berger dont la réputation est mondiale. On y trouve notamment des glacières, celle de Corrençon-en-Vercors étant la plus connue. La grotte de Gournier, le réseau du Clot d'Aspres, le réseau du Trou qui souffle, l'Antre des Damnés, la grotte de Bournillon, les Cuves de Sassenage, la grotte de Choranche et la grotte de la Luire font aussi partie des cavités visitées par de nombreux spéléologues et pour les trois dernières aussi par des touristes.

### Vosges
Hors du massif vosgien, le département des Vosges se caractérise par un karst localisé (karst de la forêt de Trampot) et le cours souterrain de l'Aroffe, dont le Trou du Fond de la Souche.